# José Weiss
José Weiss (* 1859 in Paris; † 1919) war ein britischer Flugpionier, Landschaftsmaler und Pazifist französischer Herkunft.

## Leben
1894 heiratete er eine Engländerin und lebte von da an in Amberley in West Sussex. Er war ein erfolgreicher Landschaftsmaler. Schon bald entdeckte er sein Interesse an der Aeronautik und begann vogelähnliche Modelle zu bauen und zu erproben. Die Modelle wurden größer und schwerer und er errichtete eine Startrampe in Bury Hill nahe Amberley, um sie in die Luft zu befördern. Insgesamt sollen es an die 200 Modelle gewesen sein. 1908 hatten die Modellversuche Dimensionen erreicht, bei denen an eine personentragende Variante zu denken war. 1909 entstand der Gleiter „Olive“, der wie auch seine weiteren Konstruktionen nach einer seiner Töchter benannt war. Dem 17-jährigen Eric Gordon England gelang am 27. Juni 1909 damit ein Gleitflug um 3 km Weite und 58 Sekunden Dauer im Hangaufwind. Die „Olive“ hatte eine Flügelspannweite von etwa 9 m und der Rumpf hatte den Querschnitt eines auf der Spitze stehenden Dreiecks und lief am hinteren Ende unten in eine flache Kufe aus. Dieser Flug gilt als einer der ersten Segelflüge.
Der Erfolg mit der „Olive“ ermutigte Weiss, eine motorisierte Version herauszubringen, die „Madge“ genannt wurde. Diese war mit einem Anzani-Motor mit drei Zylindern in Fächeranordnung und 12 PS (9 kW) ausgerüstet. Er trieb über Fahrradketten zwei Druckschrauben an. Obwohl die „Madge“ nicht erfolgreich flog, wurde sie 1909 im Stand von Handley Page auf der Aero & Motorboat Exhibition in London ausgestellt.
1910 baute Weiss das Motorflugzeug „Elsie“, dessen Motor einen Zugpropeller antrieb. Die „Elsie“ hatte innere Flügelklappen, die einzeln direkt vom Sitz des Piloten aus bedient werden konnten.
1911 entstand das Modell „Sylvia“ mit konventionellem Leitwerk. Auch der erste Handley Page–Typ (Type A) basieren auf der Zusammenarbeit mit Weiss.
Weiss’ letzter Segler, genannt „Joker“ flog 1911. Danach entstand in einer Zusammenarbeit mit seinem Kollegen Alexander Keith 1912 noch ein weiteres laufstartfähiges Segelflugzeug, die „Aviette“. Mit der „Aviette“ gelangen einige Gleitflüge. Als überzeugter Pazifist war Weiss verbittert über die Entwicklung, die das Flugzeug im Ersten Weltkrieg nahm. Er starb am 11. Dezember 1919 im Alter von 60 Jahren.

## Modelle

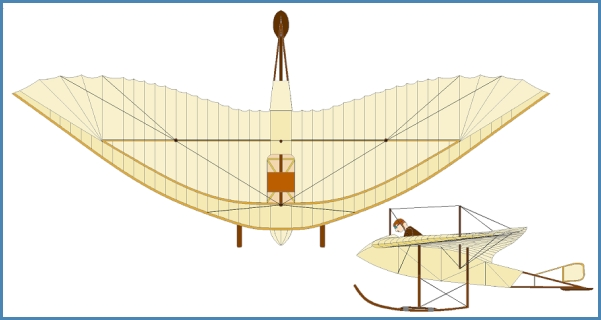
„Olive“, 1908
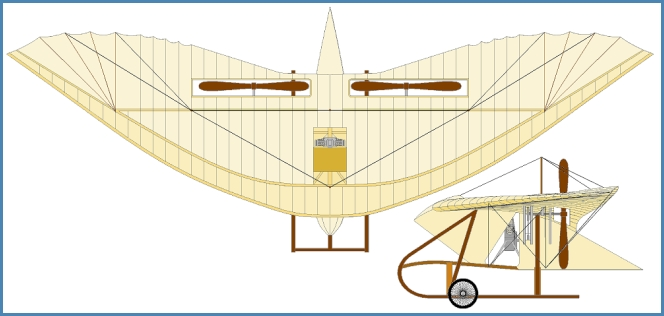
„Madge“, 1909
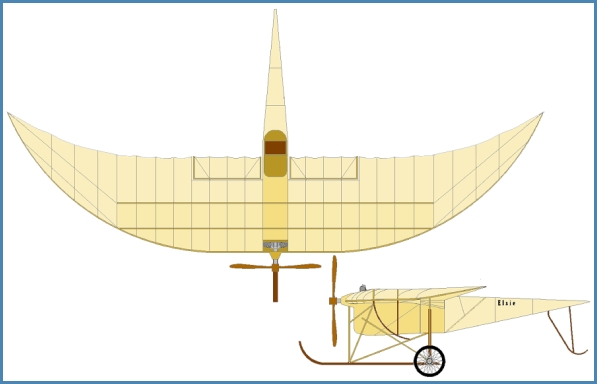
„Elsie“, 1910
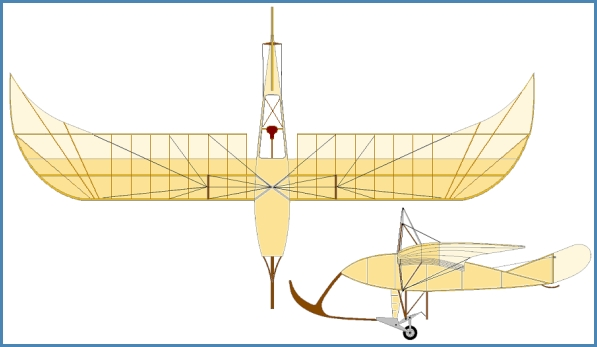
„Aviette“, 1912